# Desmatophoca
Desmatophoca — це вимерлий рід ранніх ластоногих, який жив у міоцені. Таксони родини Desmatophocidae мають певну морфологічну схожість із сучасними тюленевими. Виділяють два види: Desmatophoca oregonensis і Desmatophoca brachycephala. Інформації про Desmatophoca мало через невелику кількість отриманих та ідентифікованих зразків викопних решток.
Усі зразки викопних Desmatophoca були знайдені в морських відкладеннях у Вашингтоні та Орегоні, в США.
Попри схожість із сучасними тюленями, Desmatophoca мають відмінності. Вони мали значно коротший хвіст і, ймовірно, були значно коротшими, ніж сучасні тюлені. Попри їхній малий розмір у порівнянні з сьогоднішніми тюленями, вони мали важчі й, ймовірно, потужніші щелепи. Через це, швидше за все, вони мали сильнішу силу укусу, ніж будь-який нині живий тюлень, що робить їх грізними мисливцями свого часу. Як і сучасні тюлені, вони були м’ясоїдними, а їхні великі орбіти вказують на стратегію полювання на основі зору.